# Vox in Rama
Vox in Rama ou Vox in Ramah é uma bula papal emitida pelo Papa  Gregório IX  em várias cópias em 11 a 13 de Junho de 1233. É o primeiro texto eclesiástico oficial que afirma a realidade das cerimônias malignas secretas organizadas por hereges com a participação do Diabo.